# Kenojuak Ashevak
Cette page contient des caractères spéciaux ou non latins. S’ils s’affichent mal (▯, ?, etc.), consultez la page d’aide Unicode.
Kenojuak Ashevak (parfois Kinuajuak Asivak en français), née le 3 octobre 1927 à Ikirasaq, sur la côte sud de l’île de Baffin, et morte le 8 janvier 2013 à Kinngait, au Nunavut, est une artiste inuite canadienne internationalement reconnue, notamment pour ses sculptures et ses gravures.
Son succès lui a valu de nombreuses récompenses et distinctions. Elle est considérée comme une pionnière de l’art inuit moderne.

## Biographie

Kenojuak Ashevak assise devant une tente à Kinngait (Cape Dorset), en 1960.

Kenojuak Ashevak grandit selon un mode de vie traditionnel, se déplaçant d'un camp à l'autre dans le sud de l'Île de Baffin et dans l'est de l'Arctique canadien. 
À 19 ans, elle se marie avec Jonniebo Asivak, un chasseur local. 
Entre 1952 et 1955, elle est hospitalisée à Québec pour cause de tuberculose. Au cours de cette période, elle apprend à fabriquer des poupées et des perles aux côtés d’Harold Pfeiffer ; ce qui lui permet de rompre l’ennui tout en gagnant un peu d’argent. 
Par la suite, au milieu des années 1950, ses appliqués sur peau de phoque attirent l’attention de James Archibald Houston, chargé par le gouvernement de promouvoir l’art du Nord pour la vente vers le sud du Canada et à l’étranger. Il incite Kinuajuak Asivak à expérimenter le dessin ainsi que la sculpture. Son travail artistique lui permet de générer de nouveaux revenus, en dehors de la chasse. 
En 1966, elle renonce à sa vie semi-nomade en venant s’installer à Cape Dorset, afin que ses enfants puissent être scolarisés. Elle prend part aux activités du nouvel atelier de gravure, installé dans le village afin de développer le marché de l’art inuit. 
Ses premières œuvres sont présentées dans le cadre des Collections d'art graphique de Cape Dorset, et lancent sa carrière tant nationale qu'internationale. Reconnue comme une pionnière de la gravure à Cape Dorset, remarquée par ses représentations stylisées d'oiseaux, sa vie et son travail feront l'objet d'un film Kénojouak, artiste esquimau (1961), produit par l'Office national du film du Canada et réalisé par John Feeney (en), et d'un livre intitulé Graphic Arts of the Inuits : Kenojuak, publié en 1981. Elle devient membre de l'Académie royale des arts du Canada en 1974 et de l'Ordre du Canada en 1982. Son nom figure sur l'Allée des célébrités canadiennes. Elle reçoit en 2008 le prix du Gouverneur général en arts visuels et en arts médiatiques.
Kinuajuak Asivak est l'auteure d'une pièce de monnaie commémorative émise en 1999, où son nom apparait sous la forme ᑭᓄᐊᔪᐊ. C'est la première fois que l'inuktitut est inscrit sur de la monnaie en circulation.[réf. souhaitée]
Le 3 octobre 2014, la compagnie Google rend hommage à l'artiste en modifiant temporairement le logo qui apparaît sur la page d'accueil de son moteur de recherche au Canada.

## Style
Kinuajuak Asivak s’inspire de ses observations de la nature auxquelles se mêle son imagination. En résulte des dessins captivants, représentant des créatures fantastiques – souvent des oiseaux – dans lesquels elle use d’effets de symétrie et de déploiement. Les motifs sont prétextes à des recherches sur la ligne, la forme et la couleur. Elle ne passe que rarement par des esquisses préliminaires : elle préfère réaliser son dessin directement, en grande partie sans lever le crayon.

## Œuvres
L'une de ses œuvres les plus célèbres est son dessin The Enchanted Owl (1960), qui sera reproduit sur un timbre de la Société canadienne des Postes en 1970 pour célébrer le centenaire des Territoires du Nord-Ouest. Puis, en 1993, c’est son dessin The Owl (1969) qui figure sur un timbre de 86 cents. 
Au cours de sa carrière, elle a répondu à de nombreuses commandes. Ainsi, le vitrail présenté ci-dessous est réalisé pour la chapelle du collège Appleby à Oakville en Ontario. Il est dédié au révérend Andrew Atagotaaluk (en) en 2004.

## Musées et collections publiques
- Carleton University Art Gallery
- MacKenzie Art Gallery
- McMichael Canadian Art Collection

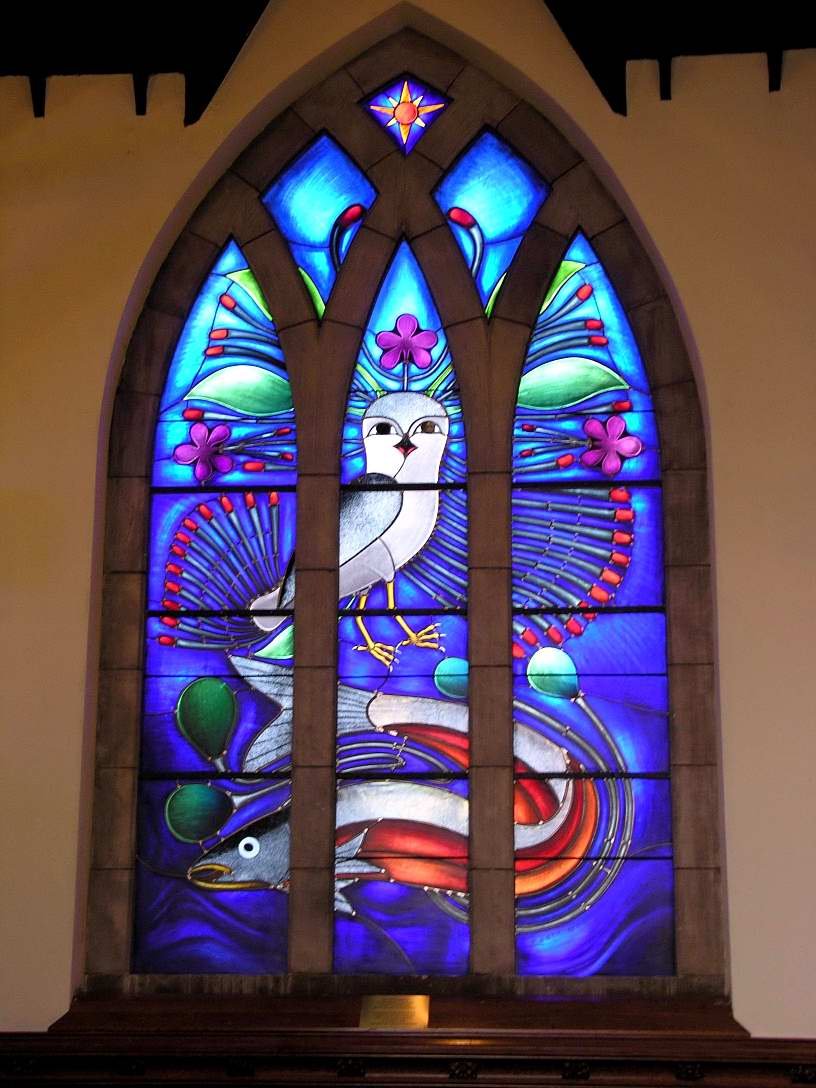
Fenêtre de la chapelle John Bell de l'Appleby College à Oakville (Ontario) près de Toronto (Canada).

- Morris and Helen Belkin Art Gallery
- Musée des beaux-arts de l'Ontario
- Musée des beaux-arts du Canada
- Musée national des beaux-arts du Québec[15]
- UBC Museum of Anthropology
- Vancouver Art Gallery

## Distinctions
- Membre de l'Ordre du Nunavut (2012)
- Compagnon de l'Ordre du Canada (1982)
- Officière de l'Ordre du Canada (1967)